# Chironomus rectilobus
Chironomus rectilobus är en tvåvingeart som beskrevs av Jean-Jacques Kieffer 1921. Chironomus rectilobus ingår i släktet Chironomus och familjen fjädermyggor.
Artens utbredningsområde är Tyskland. Inga underarter finns listade i Catalogue of Life.